# 1942 (trò chơi điện tử)
1942 là một game shoot 'em up theo chiều dọc của Capcom được phát hành vào năm 1984 cho các trung tâm giải trí. Đây là trò chơi đầu tiên trong loạt trò chơi 19XX. Game kế tiếp của nó là 1943: The Battle of Midway.
1942 lấy bối cảnh là Mặt trận Thái Bình Dương trong Thế hiến thứ hai. Mục tiêu của trò chơi là tới Tokyo và tiêu diệt toàn bộ hạm đội không quân Nhật Bản. Người chơi sẽ lái chiếc Lockheed P-38 Lightning, còn có biệt danh là "Super Ace". Người chơi phải bắn hạ máy bay địch; để tránh hỏa lực của đối phương, người chơi có thể thực hiện một cú lộn vòng hoặc cú lượn dọc. Trong trò chơi, người chơi có thể thu thập các vật phẩm tăng sức mạnh, một trong số đó cho phép máy bay được hộ tống bởi hai máy bay chiến đấu khác nhỏ hơn khác theo kiểu Tip Tow. Chỉ có một số ít máy bay địch: Kawasaki Ki-61, Mitsubishi A6M Zero và Kawasaki Ki-48. Máy bay boss là Nakajima G8N.
Game sau đó được chuyển sang hệ Famicom vào năm 1985 ở Nhật Bản, ở Bắc Mỹ vào năm 1986 (được phát triển bởi Micronics), MSX, NEC PC-8801, Windows Mobile Professional, và Game Boy Color. Game được chuyển sang hệ Amstrad CPC, ZX Spectrum và Commodore 64 bởi nhà phát hành game châu Âu, Elite Systems. Game có mặt trong Capcom Classics Collection cho Xbox và PlayStation 2 năm 2005.
Phiên bản arcade được phát hành trên hệ Wii Virtual Console tại Nhật Bản vào ngày 21 tháng 12 năm 2010, khu vực PAL ngày 21 tháng 1 năm 2011, và ở Bắc Mỹ vào ngày 24 tháng 1 năm 2011.

## 1942: Joint Strike
Bản remake mang tên 1942: Joint Strike có sẵn cho hệ máy Xbox Live Arcade và PlayStation Network. Phiên bản Xibox Live Arcade được phát hành vào ngày 23 tháng 7 năm 2008, trong khi PlayStation Network được phát hành vào ngày 24 tháng 7 năm 2008.